# Xenothericles
Xenothericles is een geslacht van rechtvleugeligen uit de familie Thericleidae. De wetenschappelijke naam van dit geslacht is voor het eerst geldig gepubliceerd in 1977 door Descamps.

## Soorten
Het geslacht Xenothericles omvat de volgende soorten:
- Xenothericles gibbosus Descamps, 1977
- Xenothericles humilis Descamps, 1977